# 讃岐丸 (宇高連絡船・初代)
讃岐丸（さぬきまる）は、日本国有鉄道（国鉄）宇高航路の客載車両渡船で、国鉄自動化連絡船の第1号であった。晩年、第一讃岐丸と改称された。

## 建造までの経緯
増大する宇高航路の客貨輸送需要に対応し、あわせて、老朽化した300総トン級の小型車両渡船・第一宇高丸、第二宇高丸の後継として、新三菱重工神戸造船所で建造された。
本船建造が計画されていた1958 - 1960年（昭和33 - 35年）当時は、青函・宇高両航路の連絡船の主力はともに戦中から戦後の混乱期に建造された船で、これら多数の老朽船については数年以内の代替建造の必要に迫られていた。このため本船は、次世代の連絡船建造に向けた主機械や係船機器、ヒーリング装置等の自動化・遠隔操縦化や、操船性能の画期的向上を目指したフォイト・シュナイダープロペラの採用等、自動化連絡船の実験船としての性格も有していた。

## 概要
航路長が短く、狭隘な海面での離着岸を頻繁に繰り返す宇高航路では、離着岸に要する時間の短縮が重要で、1953年（昭和28年）建造の第三宇高丸同様、可動橋への接合がより容易な船首着岸とし、車両の積卸しは船首からとした。また、船体幅を広げるため、岸壁係留位置において、船体中心線を可動橋中心線から21.85‰と、第三宇高丸の20‰よりも若干大きく船尾側を岸壁の反対側へ振っていた。
このため、全体的には、第三宇高丸に客室を設置したような形であったが、丸みを持った遊歩甲板の甲板室前面からわずかに後退して設置された操舵室や中央部の太短い煙突は、 1957年（昭和32年）建造の青函連絡船・初代十和田丸に似ており、外舷色にも同じ浅い緑色（10GY6/4）が採用されたこともあって、同船の宇高版という印象であった。

## 船体構造
紫雲丸事故などの衝突事故を想定し、車両甲板下の船体を10枚の水密隔壁で11区画に区切り、宇高連絡船では初めて、隣接する2区画に浸水しても沈没しない“2区画可浸”構造 とした。更に、船体中央部の主機室、ポンプ室、軸室の3区画では、船底だけでなく側面にもヒーリングタンク等の舷側タンクを各区画ごとに設け、二重とした。

### 車両積載設備
車両甲板には第三宇高丸同様、3線の軌道が敷設された。3線とも船尾の終点では横並びであるが、船首部では接触限界を越えて近接並行させたため、中央の船2番線のこの区間では、ワム換算3両分の車両積載ができず有効長が短くなった。各線の有効長は、左舷の船1番線から右舷の船3番線まで、順次71.105m、48.165m、71.040mで、それぞれワム換算で9両、6両、9両の計24両の貨車が積載できた。
船内軌道の終端部には、自動連結器の装備された車止めが設置されていたが、入換機関車に押されて来た車両による度重なる衝撃で車止め自体が損傷することもあったため、連結器と車止め本体の間に国鉄連絡船としては初めて油圧緩衝器が本格的に装備され、重量50tの列車が時速6kmで衝突したエネルギーを約9cmのストロークで吸収することができた。
また1955年（昭和30年）建造の青函連絡船・檜山丸型からは、航海中も積載車両の自動空気ブレーキの締め直しができるよう、三方弁を介して圧縮空気を積載車両のブレーキ管へ供給できるようになっていたが、本船からは、より正確に空気圧の調節ができる機関車用自動ブレーキ弁が設置された。
なお、車両甲板両舷には、全長にわたり余裕部分があり、船員用浴室やトイレ、船員用厨房、上下層の甲板間の階段室として使われ、その部分の中2階に相当する中甲板の、左舷船首部にはポンプ操縦室と船首の電動油圧係船機器の動力機械室が、右舷船首部には補助発電機室があり、船尾には船尾係船機器動力機械室があった。これら以外の中甲板の側面は、車両格納所側へも外舷側へも開放されていた。

### 旅客設備
車両甲板天井に相当する遊歩甲板は、船首と船尾の係船作業場以外は両舷に遊歩廊を持つ甲板室で占められ、客室は全てこの甲板室内に配置された。その配置は瀬戸丸型とは逆で、前方と中央部が2等船室、後方が1等船室で、これは船尾から車両の積卸しをする瀬戸丸型とは逆向きに、同一岸壁に接岸するためであった。全て椅子席で、1等船室には151系こだま型特急電車の1等車の二人掛けシートのリクライニング機能及び方向転換機能を省いた椅子席を、窓側では前向きに、内側では小テーブルをはさんでの向かい合わせに配置し、2等船室には153系東海型電車の2等車のボックス座席を設置し、1、2等とも一部の座席の通路側には自動跳ね上げ式の補助椅子も設置した。このほか、帽子掛、網棚、客室両舷窓のシュリ―レン型バランサーにも鉄道部品を採用してコストダウンが図られた。
また、救命設備では、航海甲板右舷に6人乗の救助艇の装備はあったが、主力は十和田丸で試験的に導入された膨張式救命いかだで、26人乗り24個が航海甲板両舷に配置されたほか、4組の網梯子も装備された。

### 操舵室

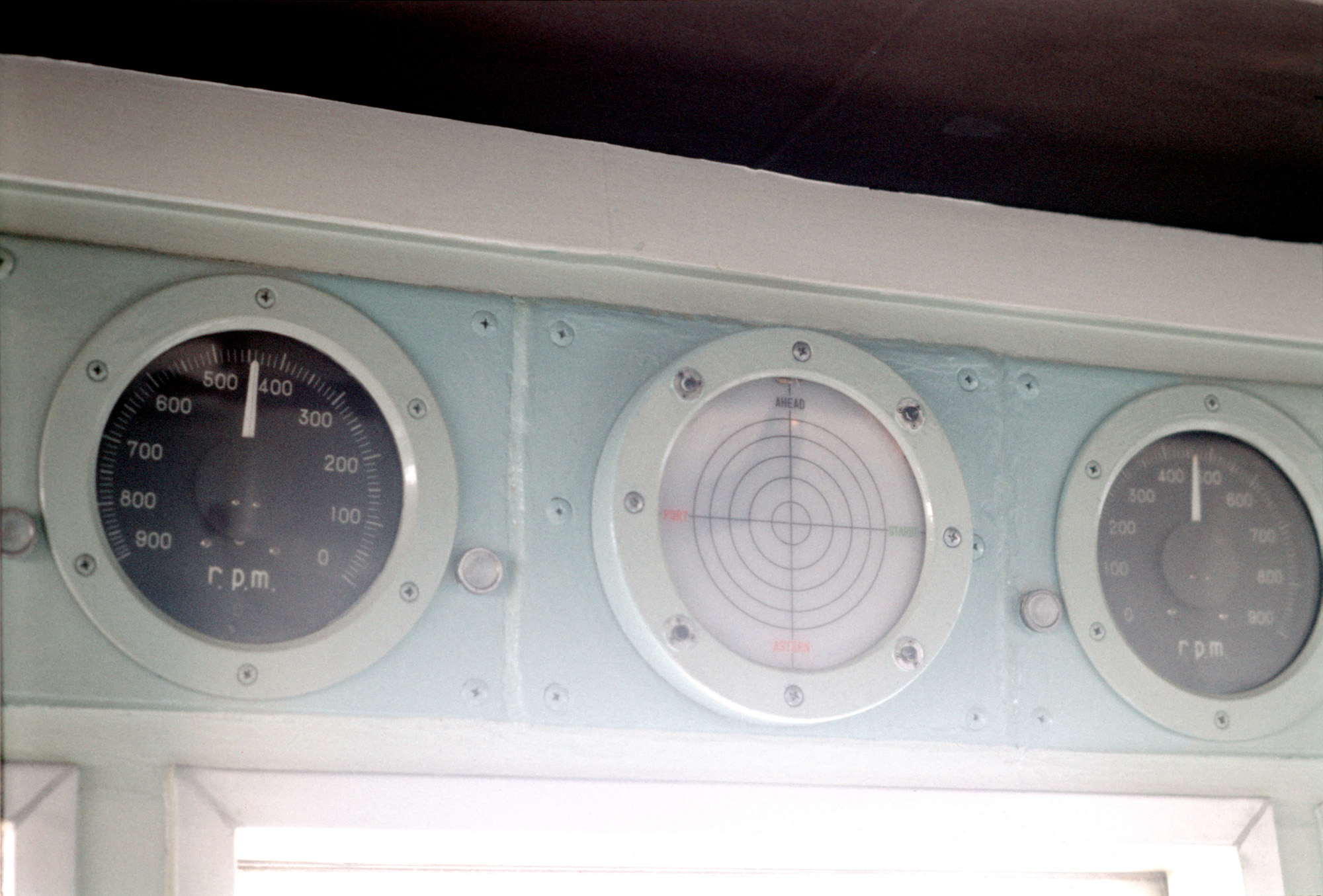
中央がフォイト・シュナイダープロペラ推力方向指示器で、推力とその方向を光点で示した。この時は、全速前進、わずかに右舷方向を示していた。両側には各舷の主機回転数計があった。

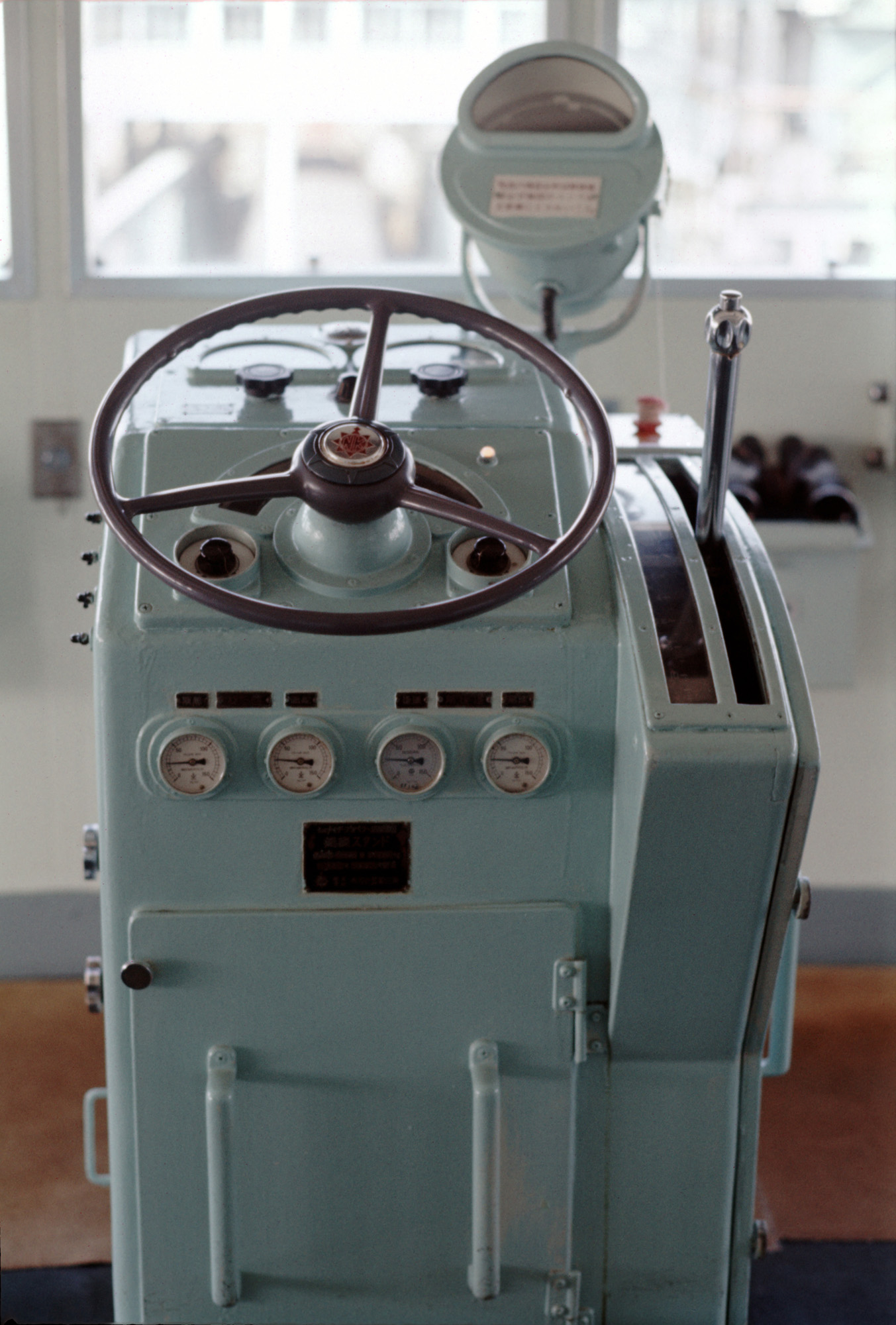
フォイト・シュナイダープロペラ操縦スタンド　ハンドルで横方向、右側レバーで前後方向の推力指令を出した。ハンドルの向う側、スタンド頂部に二組並ぶダイヤルと半円形の表示窓はエンジンテレグラフ、スタンド右上に付いているのはジャイロコンパス指示器。

操舵室は、客室のある遊歩甲板の甲板室屋上に甲板室前端からわずかに後退して設置され、十和田丸に準じて、前面を丸くせり出した平面形状であった。操舵室の船体中心線上には、従来の古典的な舵輪を持つテレモーターに代わり、当時の大型自動車のハンドルを取り付けたフォイト・シュナイダープロペラ操縦スタンドが設置された。操縦スタンドには他に前後進レバーがハンドルのすぐ右側に、総括制御室への指令を出すエンジンテレグラフがハンドルの前側に装備され、ハンドル中央には汽笛ボタンまで組み込まれてすべて一人で操作できる形になった。
この操縦スタンドのハンドルを回すことで、プロペラの推力方向の左右成分を制御し、前後進レバーで前後の成分を制御して、その合成ベクトルが実際の推力とその方向となった。このベクトルの位置を表示する推力方向指示器が操舵室中央部前面窓上と総括制御室計器盤に設置され、同心円の描かれた盤上に光点で示された。左右2基のプロペラに別々の指令を出すことはできなかったが、低速時の操縦性は極めて良好であった。
エンジンテレグラフが操縦スタンドに組み込まれたため、独立したテレグラフは、操縦スタンド左側に設置された船尾係船作業場へ指令を出すドッキングテレグラフ1本となった。
その後ろにはレーダー指示器が設置されていた。通常、レーダー映像では自船位置は常にその中心にあるが、本船のレーダーには、推定速力を入力することで北を上にした映像上を自船が移動しながら表示されるトルー・トラッキング装置が取り付けられたため、映像上では海面が止まり、周辺の他船の動きを正確に把握できた。
操舵室屋上は羅針儀甲板で、中央に磁気コンパス本体が設置され、その後ろには前部マストがそびえ、頂部にレーダースキャナー、その下にハーモニック形のエアホーンのラッパが左右に2本並び、その下にモーターサイレンのラッパが付いていた。讃岐丸がボイラーを装備しなかったための対応であったが、この汽笛の組み合わせが、以後建造の国鉄連絡船の標準となった。
1972年（昭和47年）11月に第2レーダーが装備されたが、前部マストが既に満杯のため、その直後に従来のマストより高いマストが新設され、その頂部にスロット形のスキャナーが設置された。なお、レーダー指示器はフォイト・シュナイダープロペラ操縦スタンドの右後ろ側に設置された。
宇高連絡船には無線通信室はなく、操舵室後ろ側には船長室をはじめとした甲板部高級船員室と電気機器室が連なり、第三宇高丸のように操舵室中央から後方を見通すことはできなかった。

### 係船機器
連絡船は、着岸時、船から岸壁上のビットに繋いだ複数の係留索を引き寄せたり伸ばしたりしながら定位置へと係留した。従来この係船作業に多くの人手を要しており、当時は数年後に連絡船の大量取替えを控えていたことから、係船作業の省力化は喫緊の課題であった。このため、これらの係留索を遠隔操作で思いのまま巻き込んだり伸ばしたりができ、更に岸壁係留中は波浪や潮の干満、喫水の変化等で着岸時に張った係留索が張りすぎたり緩んだりしないよう、係留索を一定の張力で引き寄せ続けるオートテンション機能を持つ電動油圧式ウインチが開発され、装備された。

### ヒーリング装置
車両積卸し時の船体傾斜を抑制するヒーリング装置のポンプには、十和田丸に続き、交流誘導電動機（55kW）駆動の可変ピッチプロペラ式軸流ポンプが採用された。更に、国鉄連絡船では初めて、左右両舷のヒーリングタンクだけでなく船首にトリミングタンクを設け、可動橋を架ける船首の喫水も容易に調整できるようにした。このヒーリング装置には、左舷中甲板船首にあるポンプ操縦室からのボタン操作でポンプの送水方向からバルブの操作までの一連の手順を順次自動的に行うシーケンス制御を、国鉄連絡船として初めて採用した。

## 機関部

### フォイト・シュナイダープロペラ
国鉄では、戦前より補助汽船や宮島航路の連絡船みやじま丸（242.08総トン）でフォイト・シュナイダープロペラの使用経験があり、その操縦性の良さを高く評価していた。このため讃岐丸では、当時日本最大となる西ドイツ製の1,000馬力のフォイト・シュナイダープロペラ24E/150を船尾船底に2基装備した。このプロペラは、回転数および回転方向一定のまま、翼角制御だけで360度いずれの方向へも任意の推力を発生できるため、操舵室からのハンドルとレバーによる翼角の遠隔制御で速度調節から前後進、旋回、その場回頭まで可能となり、狭隘な港内での離着岸には威力を発揮した。しかし、舵を持たないため、潮流の速い海域での高速巡航時の針路安定性が不良で、針路保持のためプロペラを制御すると速力が予想外に低下してしまうことが分かり、以後建造の車両渡船には採用されなかった。

### 発電用エンジン兼用の主機械
フォイト・シュナイダープロペラの採用により、主機械は常時一定回転数、逆転なしで使用できることになったため、推進用の主機械を主発電機駆動用にも兼用することとし、既に発電用ディーゼルエンジンとして実績があり十和田丸の発電機駆動用エンジンとしても採用されていた三菱神戸JB5型をベースにV型12気筒化・高過給化した三菱神戸JB12VA中速ディーゼルエンジン（定格出力1,500馬力、毎分460回転）2台を主機械に採用した。2台の主発電機もこの主機械で駆動された。
このため、各主機械の船首側には、クラッチ機能を持つ電磁継手を介して三相交流60Hz　225V　出力350kVAの発電機が1台ずつ接続されていた。船尾側には、ディーゼルエンジンの変動トルクを吸収するため、クラッチ機能を持たない流体継手を置き、ユニバーサル継手と傘歯車を介して1,000馬力のプロペラを毎分77.5回転で互いに外転させた。通常航海時は主発電機1台で必要電力は賄えたが、必要に応じ2台並列運転も可能であった。

### 総括制御室の設置

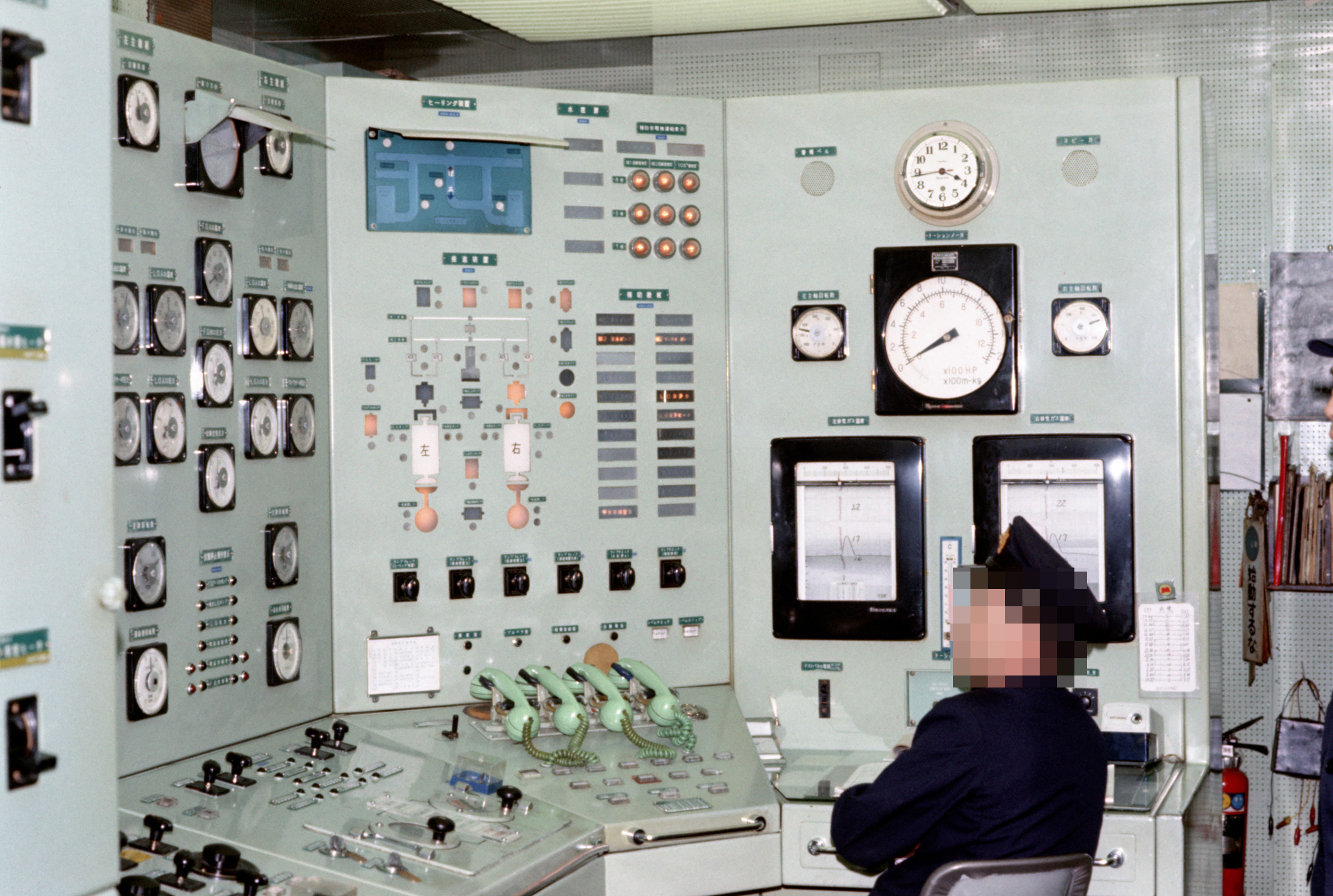
左が船首方向である。左側の直立面が主機関連計器で、上部中央ひさし付きがプロペラ推力方向指示器で、その両側に左右主機負荷計、下部デスク部分手前にエンジンテレグラフ受信機が見える。その右側の直立面には推進機器のグラフィックパネルがあり、発電機は右舷機のみ稼働中で点灯している。

主機室の船首側中段に、日本の商船としては初めて、防音構造で冷暖房完備の総括制御室が設置された。操舵室と総括制御室の間の指令伝達のため、左右それぞれの主機械ごとに1セットずつのエンジンテレグラフが設置され、指令項目はDRIVE ENGINE（機関起動）・STAND BY ENGINE（機関用意）・FINISH PROPELLING（プロペラ使用終了）・STOP ENGINE（機関停止）の4項目であった。操舵室からのこれらの指令に対する総括制御室からの応答スイッチは、主機械の遠隔操作スイッチ兼用となっており、このスイッチ操作だけでエンジン発停時の燃料ポンプや潤滑油ポンプ操作等の一連の煩雑な手順が順次自動的に行われてゆく シーケンス制御が採用されていた。なお、主機械が主発電機駆動兼用であることから、停泊中も主発電機の運転を継続する場合はFINISH PROPELLINGの指令を総括制御室から操舵室へ発令できる等、一部双方向型であった。なお、宇高航路では、岸壁停泊中は陸上電源の受電を原則としていた。
更に右舷中甲板船首には、十和田丸に続き国際航海に従事する旅客船に義務づけられた非常用設備規程を準用し、自動起動・自動停止の70kVAのディーゼルエンジン駆動非常用発電機1台が設置されたが、陸上電源の受電ができない沖錨泊時にも使用するため、補助発電機と称した。
運転中の主機械は、プロペラや主発電機駆動により負荷が変動したが、これをガバナーで検知し、自動的に燃料噴射量を調節して毎分460回転を維持したため、通常運航中は総括制御室や操舵室から主機械の回転数を直接遠隔操作することはなかった。

## 就航後
就航前年の1960年（昭和35年）10月には、接続する宇野線の電化が完成し、京都・大阪 - 宇野間の準急「鷲羽」が電車化され増発、翌1961年（昭和36年）10月1日ダイヤ改正では、東京 - 宇野間、大阪 - 宇野間にそれぞれ電車特急「富士」・「うずしお」が新設され、1960年（昭和35年）度の宇高航路の旅客輸送人員493万人は1961年（昭和36年）度には557万人と急増した。このため、就航5ヵ月後の1961年（昭和36年）9月には、旅客定員350名増加の1,150名とし、その後も更に定員増加を行い、1967年（昭和42年）には1,300名になっていた。
煙突のファンネルマークは、当初「工」だったが、1970年（昭和45年）「JNR」に変更された。
国鉄連絡船で初めて採用された新機軸には故障も多く、主機械故障、プロペラ駆動歯車の損傷と続き、出力制限をしながらの運航を強いられ、機関部での苦労が多かった。しかし、讃岐丸で採用された主機械の定速回転制御と可変ピッチプロペラ（フォイト・シュナイダープロペラも可変ピッチプロペラの一種）の組み合わせによる機関部自動化や電動油圧式係船機器は、次世代の自動化連絡船「津軽丸型」各船で更なる発展を遂げることとなり、讃岐丸での“実験”が、その後の国鉄連絡船自動化の基礎を築いた意義は大きかった。
瀬戸丸型車載客船と共用するため、宇野 - 高松間、上り1時間5分、下り1時間10分運航であったが、1時間運航可能な客載車両渡船伊予丸型の第4船、2代目讃岐丸就航を控えた1974年（昭和49年）3月9日、第一讃岐丸と改称し、同年6月1日限りで旅客扱いを終了、以後、客室閉鎖で車両渡船として運航し、翌1975年（昭和50年）3月9日に終航となった。同年9月23日　谷山剛一に売却された。